# Sylvilagus graysoni
O Coelho-das-Três-Marias é uma espécie de leporídeo endêmica do México, encontrada apenas nas ilhas de Três Marias.